# Ri Hung-ryong
Ri Hung-ryong, né le 22 septembre 1988, est un footballeur nord-coréen.
Ri Hung-ryong a d'abord joué dans l'équipe de l'Université Kim Il-sung.
Il a fait partie, comme attaquant, de la sélection nord-coréenne lors du Championnat du Monde U-17 en 2005 au Pérou puis a participé à la coupe du monde d'Asie junior en 2006. Lors de cette dernière compétition, remportée par la Corée du Nord, il a marqué un but, à la 77e minute, lors du match de qualification (groupe C) de la Corée du Nord contre l'Iran (31 octobre 2006). 
Ri Hung-ryong mesure 1,67 m et pèse 60 kg. 